# 清塬乡
清塬乡是中国陕西省咸阳市旬邑县下辖的一个乡。

## 行政区划
清塬乡下辖以下行政区：
郝村、曲家弯村、马崖腰村、班村、南壕村、吕家村、陈家村、赵家村、石门村、新合村